# 庫奇潘加山
10°45′23″S 76°35′42″W / 10.75639°S 76.59500°W
庫奇潘加山（Kuchpanqa），是秘魯的山峰，位於該國中部帕斯科大區，由瓦伊利艾區和西蒙玻利瓦爾區負責管轄，屬於安地斯山脈的一部分，海拔高度5,100米。